# Houslaři cremonští
Houslaři cremonští (v německém originále Die Geigenmacher von Cremona) je opera o jednom dějství (ve druhé verzi o dvou dějstvích) českého skladatele Hanuše Trnečka. Libreto napsal německý spisovatel Leopold Günther podle hry Houslař cremonský Françoise Coppéa. Opera byla napsána v roce 1885 a premiéru měla 16. dubna 1886 ve schwerinském Velkovévodském dvorním divadle.

## Vznik a charakteristika
Český skladatel a harfenista Hanuš (Jan) Trneček byl absolventem Pražské konzervatoře, poté absolvoval vojenskou službu, přičemž o dovolených hrál v lázeňském orchestru ve Františkových Lázních. Roku 1882 byl angažován jako harfenista do orchestru Velkovévodského dvorního divadla v německém Schwerinu (Zvěříně), kde zůstal do roku 1888, kdy byl angažován jako učitel na Pražskou konzervatoř.
Ve Schwerinu vedle výkonného působení napsal Trneček několik s uznáním přijatých kompozic a začal pracovat na velké romantické opeře na námět básně Amaranth Otty von Redwitze. Když práci ukázal režisérovi velkovévodského divadla Leopoldu Güntherovi, který mu poradil nejprve složit skromnější jevištní práci, a to nejlépe na Güntherovo již hotové libreto Die Geigenmacher von Cremona, napsané podle veršované jednoaktové komedie francouzského dramatika Françoise Coppéa Houslař cremonský (Le Luthier de Crémone) z roku 1876. Trneček Günthera uposlechl, práci na Amarantě přerušil a během roku 1885 jeho libreto zhudebnil. 16. dubna 1886 se pak konala úspěšná premiéra Trnečkovy operní jednoaktovky v místním divadle.
Český hudební list Dalibor a deník Národní listy o schwerinské premiéře českého krajana prakticky totožně referovaly, že se setkala „s velikým úspěchem“, a chválily libreto: „Ačkoli není základní myšlenka nová, jest pěkně zpracována a libretto je skutečně básní, která fantasii podporuje a živí.“ Co do hudby citují Dalibor a Národní listy „přední list zvěřínský“, který napsal: „Vyznáváme s potěšením, že naše vysoce napjaté očekávání nikde nebylo sklamáno, ano z části překonáno […] Veškeré hlavní postavy skladatel hudebně výborně charakterisoval […] Připomínáme jen scénu, v níž Sandro překrásný zvuk Filipových houslí popisuje, dále ensembly a sbory v posledním výstupu, které vesměs výborně působí; vedení a užití hlasů nutno nazvati velmi dovedným a působivým. Těžiště komposice spočívá v orchestru. Co nelze vyjeviti slovem, to zaznívá ohnivou dojemnou řečí orchestru. […] Nechať kráčí velenadaný umělec statně ku předu, pochvala, jíž se mu od zvěřínského obecenstva dostalo, úspěch jeho na dvorním divadle zvěřinském, buď mu doporučením ve světě uměleckém a usnadniž mu přístup do jiných ústavů uměleckých a pomoziž mu obtíže překonati.“
Podle zpráv Dalibora a Národních listů byli Trnečkovi Houslaři cremonští přijati k provedení v divadlech v Berlíně a Stuttgartu; nakonec však ani v jednom místě uvedeni nebyli, i když Ladislav Dolanský, překladatel/spolulibretista Trnečkovy následující opery Amaranta, zmiňuje, že tato opera (tj. Houslaři) „i na jiných divadlech německých téže obliby došla“. Trneček po premiéře upravil operu, na jednoaktovku poněkud dlouhou, na dvouaktovou verzi.
Národní listy již při referátu ze Schwerinu výslovně upozorňovaly na Trnečkovu operní novinku správu Národního divadla a Ladislav Dolanský, překladatel/spolulibretista Trnečkovy opery Amaranta, se v úvodu tištěného libreta k Amarantě dohadoval, že Houslaři přijdou v Národním divadle na řadu po Amarantě. Zřejmě však pro neúspěch Amaranty Národní divadlo Trnečkovy Houslaře cremonské neuvedlo.
V roce 1894 měla premiéru opera Houslař cremonský maďarského skladatele Jenő Hubaye na stejný námět jako opera Trnečkova a stala se zejména na německých jevištích natolik úspěšnou, že v podstatě znemožnila oživení Trnečkovy verze. Roku 1906 měla premiéru rovněž adaptace El certamen de Cremona španělského skladatele Tomáse Bretóna.

## Děj opery

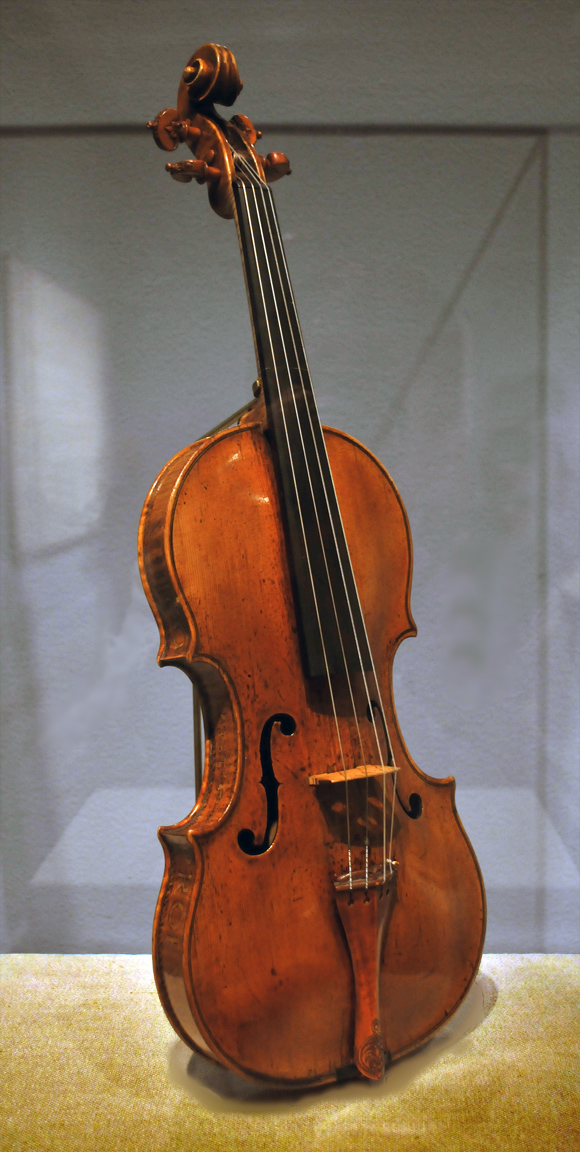
Housle z dílny slavného cremonského houslaře Andrea Amatiho

(Houslařská dílna v Cremoně v 18. století) Houslařský mistr Ferrari má spor se svou dcerou Gianninou. Podestà vyhlásil houslařskou soutěž o zlatý řetěz a Ferrari, starší houslařského cechu, slíbil vítězi Giannininu ruku. Giannina je zamilována do Sandra, houslaře z jejich dílny, který se sice bude soutěže také účastnit, ale jeho výhra není zdaleka jistá. Co když vyhraje někdo, kdo se bude opíjet nebo kdo ji bude bít, ptá se Giannina – ale to Ferrarimu nevadí, protože sám pije a nejde pro ránu daleko. Ale co kdyby vyhrál mrzák – například jejich další tovaryš Filippo? Toho se Giannina bojí nejvíce: i když k Filippovi cítí útrpný soucit, milovat by ho nemohla. Ferrari však chce trvat na svém slově i v takovém případě a vyzdvihuje Filippovo dobré srdce i houslařský talent. Giannina se zpěčuje: co je jí do houslí, to ona bude muset s vítězem žít (č. 1 introdukce a duet Glaub' nicht, mein Kind, daß Dir's gelingt ... Doch wenn der Unbekannte meiner s Ferrariho arietou o Filippovi Ist er nicht brav, der Besten Einer). Rozrušený Ferrari schází do vinného sklípku, který je jeho nejmilejším místem na světě (č. 2 arieta Wenn ich in den Keller gehe).
Přichází Sandro. Giannina se ho vyptává, jak dopadl jeho mistrovský kus, a Sandro se ošívá. Vyrobil dobré housle, ale dozvěděl se, že se do soutěže přihlásil i Filippo. Včera Sandro slyšel Filippa hrát na své housle a byl to tak nádherný zvuk, že Sandra popadla malomyslnost a žárlivost. Giannina jej však ujišťuje o své lásce (č. 3 scéna Dahin sind meines Herzens schönste Träume a Sandrova árie Gestern war's. Ich stand am öff'nen Fenster).
Do dílny vrazí Filippo. Zastal se chromého psa, kterého uličníci chtěli ubít, a ti pronásledovali jeho, házejíce po něm kameny. Giannina ošetřuje Filippovo zranění a jí i Sandrovi z Filippova pohledu dojde, že i tento mrzák je do dcery svého mistra zamilován. Ferrari se ovíněný vrací ze sklepa a vydává se sezvat cechovní bratrstvo po vyhlášení výsledků soutěže na pohoštění do své dílny, aby přede všemi mohl představit své dceři vyvoleného ženicha (č. 4 scéna s Filippovým vyprávěním Gottlob, hier bin ich sicher! … Nichnutz'ge Gassenbuben, böses Volk a kvartet Sie schweigen Alle – keiner sieht).
Filippo a Sandro se pak baví o houslích; Sandro žárlí a odmítne Filippovu nabízenou ruku. Filippo se o samotě laská se svými houslemi, plodem usilovné práce, a sní o Gianninině lásce (č. 5 scéna Muth, Sandro, die Entscheidung naht a árie Er neidet mir, was ich geschaffen habe … Bald wird ein weinend Largo … Ihr Herz ist frei). Poté se Giannina dává do rozhovoru s Filippem, aby zvěděla, zda má Sandro v soutěži přece jen šanci. Filippo vypráví, že se mu podařilo znovu objevit tajemství laku, které bylo od doby Amatiho ztraceno, a zahraje na své housle – sice nádherně, ale u Gianniny to vzbudí zoufalství. Přiznává Filippovi svou lásku k Sandrovi a pak odběhne (č. 6 scéna Da ist er! Ich muß wissen a duet O, wenn ich doch erst hörte … Die Thränen, ach, ersticken mich!).
Filippo je Gianniným vyznáním zdrcen, rozhoduje se však k oběti: vymění Sandrův nástroj za svůj a zajistí tak svému sokovi výhru. Když pak Ferrari a Sandro oscházejí k soutěži, nechce jít s nimi a posílá své housle po Sandrovi. Ferrari skleslého mladíka utěšuje: ví, že je vynikající houslař, a rád by ho měl za zetě – však on sám také neměl jiné přednosti než svůj houslařský um, a přece se šťastně oženil (č. 7 scéna Filippa Sie liebt! – Nich mich a arieta Ferrariho Als ich ein Weib mir nahm).
Giannina se sklesle vrací; v modlitbách se rozhodla podrobit se výroku soutěžní poroty. Tu přibíhá Sandro, objímá Filippa a přiznává se mu ke zradě: z lásky ke Giannině vyměnil své housle za jeho. Chce se však přiznat, aniž by věděl, že jeho záměna navrátila housle ke správným jménům. Filippo váhá – má to brát jako znamení osudu a výhru přijmout? Ale ne, rozhoduje se tak jako tak Sandrovi a Giannině pomoci. Když pak přijde Ferrari s celým houslařským cechem, prohlašuje vítězné housle za jeho a Sandrovo společné dílo. Z odměny půlku – totiž Gianninu – přenechává Sandrovi a druhou půlku – zlatý řetěz – daruje Giannině jako věno. Recept na Amatiho lak pak předává celému cechu jako veřejné tajemství. Sám se chystá odejít z Cremony, aby nebyl snoubencům na očích. Všichni blahopřejí vítězům, ale jen Sandro a Giannina vědí, jak velkou oběť Filippo přinesl (č. 8 scéna Filippo, Bruder mir und Freund!, duet Da Schicksal mit gewalt'ger Hand a finále Heil dem Meister).